# Gloriosae Dominae

Brasão de armas do Papa Bento XIV

Gloriosae Dominae é uma Carta Apostólica do Papa Bento XIV publicada em 27 de setembro de 1748.
Nesta Carta Apostólica, o Papa Bento XIV chamou a Bem-Aventurada Virgem Maria de "Rainha do céu e da terra", afirmou que o Rei soberano comunicou de alguma forma a ela o seu poder governante. Nela, Bento XVI também elogiou a Sodalidade de Nossa Senhora. Esta carta apostólica é citada na encíclica do Papa Pio XII de 1954, Ad Caeli Reginam.
Este documento é frequentemente referido como "a Bula de Ouro", uma vez que o selo era de ouro em vez do chumbo normal.